# جيم راتكليف
السير جيمس آرثر راتكليف (من مواليد 18 أكتوبر 1952) ملياردير بريطاني مهندس كيميائي في موناكو تحول إلى ممول وصناعي. راتكليف هو رئيس مجلس الإدارة والرئيس التنفيذي لمجموعة إينيوس للكيماويات، أسسها في عام 1998 ولا يزال يمتلك ثلثيها والتي يبلغ حجم مبيعاتها 80 مليار دولار، وصفته صحيفة صنداي تايمز بأنه «خجول من الدعاية». يعتبر من أغنى الأشخاص في المملكة المتحدة مايو 2018 حيث بلغ صافي ثروته 21.05 مليار جنيه إسترليني. اعتبارًا من يوليو 2020 ، قدرت فوربس صافي ثروته  17.8 مليار دولار ما يعني أنه ضمن 74 أغنى شخص في العالم والخامس في المملكة المتحدة. وهو الان يمتلك نسبة 25% من اسهم نادي مانشستر يونايتد بعد الاستحواذ عليها في فبراير 2024